# エレオノーラ・デ・メディチ
エレオノーラ・デ・メディチ（Eleonora de' Medici, 1566年3月1日 - 1611年9月9日）は、マントヴァ公爵ヴィンチェンツォ1世・ゴンザーガの妻。
1566年、トスカーナ大公フランチェスコ1世・デ・メディチとジョヴァンナ・ダウストリア（フェルディナント1世の娘）との間に生まれた。
1584年4月29日、ヴィンチェンツォ1世・ゴンザーガと結婚し6人の子をもうけた。
- フランチェスコ4世（1586年 - 1612年）
- フェルディナンド（イタリア語版）（1587年 - 1626年） - 1607年より枢機卿。1612年、長兄フランチェスコが男子のないまま死去し、還俗して公位継承
- グリエルモ・ドメニコ（1589年 - 1591年）
- マルゲリータ（1591年 - 1632年） - ロレーヌ公アンリ2世妃
- ヴィンチェンツォ2世（イタリア語版）（1594年 - 1627年） - 1615年より枢機卿。1626年、次兄フェルディナンドが男子のないまま死去し、還俗して公位継承
- エレオノーラ（1598年 - 1655年） - 皇帝フェルディナント2世の2度目の皇后